# Список послов России и СССР в Бельгии
В статье представлен список послов России и СССР в Бельгии.

## Хронология дипломатических отношений
- 11 апреля 1853 г. — установлены дипломатические отношения.
- 26 октября 1917 г. — дипломатические отношения прерваны после Октябрьской революции.
- 12 июля 1935 г. — установлены дипломатические отношения на уровне миссий.
- 15 июля 1940 г. — дипломатические отношения прерваны после оккупации Бельгии Германией.
- 7 августа 1941 г. — восстановлены дипломатические отношения с правительством Бельгии в Лондоне на уровне миссий.
- 26 декабря 1942 — 21 января 1943 г. — миссии преобразованы в посольства.

## Список послов
| Срок полномочий                    | Посол                            | Годы жизни | Вручение верительных грамот | Комментарии                    |
| ---------------------------------- | -------------------------------- | ---------- | --------------------------- | ------------------------------ |
| Российская империя                 |                                  |            |                             |                                |
| 19 марта 1853 — 30 июня 1856       | Михаил Иринеевич Хрептович       | 1809—1891  |                             | Посланник                      |
| 17 июля 1856 — 19 апреля 1859      | Александр Борисович Рихтер       | 1803—1859  |                             | Посланник                      |
| 3 июля 1859 — 13 декабря 1869      | Николай Алексеевич Орлов         | 1827—1885  |                             | Посланник                      |
| 13 декабря 1869 — 30 марта 1886    | Андрей Дмитриевич Блудов         | 1817—1886  |                             | Посланник                      |
| 30 марта 1886 — 19 ноября 1897     | Лев Павлович Урусов              | 1839—1928  |                             | Посланник                      |
| 4 декабря 1897 — 20 сентября 1910  | Николай Николаевич Гирс          | 1853—1924  |                             | Посланник                      |
| 20 сентября 1910 — 17 февраля 1916 | Иван Александрович Кудашев       | 1859—1933  |                             | Посланник                      |
| 10 марта 1916 — 3 марта 1917       | Дмитрий Александрович Нелидов    | 1863—1935  |                             | Посланник                      |
| Временное правительство России     |                                  |            |                             |                                |
| Март 1917 — 26 октября 1917        | Дмитрий Александрович Нелидов    | 1863—1935  |                             | Посланник                      |
| СССР                               |                                  |            |                             |                                |
| 2 ноября 1935 — 15 июля 1940       | Евгений Владимирович Рубинин     | 1894—1981  | 28 ноября 1935              | Полномочный представитель      |
| 18 октября 1942 — 30 ноября 1943   | Александр Ефремович Богомолов    | 1900—1969  | 20 июля 1943                | Посланник до 1943, затем посол |
| 30 ноября 1943 — 6 января 1945     | Виктор Захарович Лебедев         | 1900—1968  | 8 февраля 1944              |                                |
| 20 марта 1945 — 12 июля 1946       | Михаил Григорьевич Сергеев       | 1903—1993  | 2 июня 1945                 |                                |
| 12 июля 1946 — 25 апреля 1950      | Алексей Павлович Павлов          | 1905—1982  | 14 октября 1946             |                                |
| 24 января 1953 — 9 октября 1958    | Виктор Иванович Авилов           | 1900—1997  | 13 марта 1953               |                                |
| 9 октября 1958 — 31 августа 1962   | Сергей Алексеевич Афанасьев      | 1912—1992  | 30 октября 1958             |                                |
| 29 сентября 1962 — 25 марта 1967   | Павел Иванович Герасимов         | 1915—1991  | 22 января 1963              |                                |
| 31 марта 1967 — 28 января 1969     | Василий Фёдорович Грубяков       | 1911—1992  | 31 мая 1967                 |                                |
| 28 мая 1969 — 8 июля 1971          | Фёдор Фёдорович Молочков         | 1906—1986  | 28 июня 1969                |                                |
| 8 июля 1971 — 30 апреля 1975       | Владимир Михайлович Соболев      | 1924—2010  | 19 июля 1971                |                                |
| 30 апреля 1975 — 30 октября 1984   | Сергей Калистратович Романовский | 1923—2003  | 23 мая 1975                 |                                |
| 30 октября 1984 — 25 мая 1987      | Сергей Сергеевич Никитин         | 1915—2002  | 14 ноября 1984              |                                |
| 25 мая 1987 — 6 июня 1990          | Феликс Петрович Богданов         | 1934—2017  |                             |                                |
| 24 июля 1990 — 25 декабря 1991     | Николай Николаевич Афанасьевский | 1940—2005  |                             |                                |
| Российская Федерация               |                                  |            |                             |                                |
| 25 декабря 1991 — 3 октября 1994   | Николай Николаевич Афанасьевский | 1940—2005  |                             |                                |
| 3 октября 1994 — 25 февраля 1998   | Виталий Иванович Чуркин          | 1952—2017  |                             |                                |
| 25 февраля 1998 — 4 июля 2003      | Сергей Иванович Кисляк           | род. 1950  | 19 марта 1998               |                                |
| 15 июня 2004 — 19 ноября 2009      | Вадим Борисович Луков            | 1953—2016  | 1 октября 2004              |                                |
| 19 ноября 2009 — 16 июня 2016      | Александр Александрович Романов  | род. 1950  | 18 декабря 2009             |                                |
| 16 июня 2016 — 29 июля 2025        | Александр Аврельевич Токовинин   | род. 1956  | 20 июля 2016                |                                |
| 29 июля 2025 — настоящее время     | Денис Владимирович Гончар        | род. 1973  |                             |                                |